# Хрещатицкий, Борис Ростиславович
Борис Ростиславович Хрещатицкий (11 [23] июля 1881, ст. Новониколаевская, Область Войска Донского — 22 июля 1940, Сус, Тунис) — генерал-лейтенант (1919), участник Гражданской войны на Дальнем Востоке и в Сибири. Лейтенант французского Иностранного Легиона.

## Биография в период Российской империи
Казак станицы Новониколаевской, из дворян Войска Донского. В 1900 г. окончил Александровский кадетский корпус и Пажеский корпус. Участвовал в русско-японской войне в составе лейб-гвардии казачьего полка. Затем продолжал служить на Дальнем Востоке. 16 (06) августа 1914 г. во главе 52-го Донского казачьего полка отправлен на русско-германский фронт, где проявил храбрость и умелое командование. 8 июля (25 июня) 1915 г. награждён именным Георгиевским оружием. 31 (18) мая 1916 г. ему присвоено звание генерал-майора. 22 (09) сентября 1916 г. он назначается командиром 2-й бригады 1-й Донской казачьей дивизии в составе III-го конного корпуса генерала графа Ф. А. Келлера. 22 октября 1917 г. командир Уссурийской казачьей дивизии. Вскоре после большевистского переворота Б. Р. Хрещатицкий отправляется вместе со своей дивизией на Дальний Восток, где она распускается по станицам.

## Гражданская война
В январе 1918 г. прибыл в Забайкалье, затем переехал в Харбин, где поступил в распоряжение генерала Д. Л. Хорвата. С 8 марта по 14 ноября 1918 г. занимал должность начальника штаба российских войск в полосе отчуждения КВЖД. В этой должности приступил в начале лета 1918 г. к формированию украинской армии Зелёного Клина. Характеристика Хрещатицкого оставленная Будбергом А.П. в его "Дневнике Белогвардейца": "Говорил с начальником штаба генералом Хрещатицким: многоглаговливая и слакоглаговливая бестия, по своему содержанию замечательно подошедшая к харбинскому болоту. Неизвестно почему стал подделываться под мои взгляды, нещадно ругая атаманов и яростно выражал мнение о необходимости их ликвидировать, я смотрел на него не без удивления... Вообще японцы не зря потратили деньги, привлекая к себе этого довкого и жадного проныру, сладенького, вкрадчивого... знавшие его раньше говорят, что таким он сделался только здесь под влиянием увлечения политикой, сильного честолюбия и любви к кутежам и женщинам".  Однако, когда на станции Эхо КВЖД (по другим источникам в посёлке Раздольное Приморского края) началось формирование второй украинской дивизии, от адмирала А. В. Колчака был получен приказ в сентябре 1918 г. — отправить украинские части на антибольшевистский фронт. С ноября 1918 г. по август 1919 г. в армии Колчака участвовал в боях против Советской России, где дослужился до звания генерал-лейтенанта. Осенью 1919 г. инспектор Дальневосточных формирований стратегического резерва и генерал по особым поручениям при командующем войсками Приамурского военного округа.
В 1920 г. перешёл под командование атамана Г. М. Семёнова. С 27 апреля 1920 г. и до 7 июля 1921 г. занимал должность Начальника штаба всех казачьих войск Российской Восточной окраины. В начале 1920 г. (другие источники — летом 1918 г.) Украинский краевой секретариат Зелёного Клина назначил Б. Р. Хрещатицкого атаманом Дальневосточного украинского войска, однако это войско сформировано не было. С 26 июня 1920 г. являлся управляющий ведомством иностранных дел Забайкальского правительства Г. М. Семёнова и вёл с японцами переговоры о совместной борьбе с Красной Армией. С августа 1921 г. участвовал в работе Верховного военного совета Забайкалья. После поражения войск Г. М. Семёнова и роспуска в 1920 г. украинских полков генерала Л. В. Вериги во Владивостоке эмигрировал в Харбин.

## Эмиграция
В 1924 году уезжает из Маньчжурии во Францию. Отсутствие в ближайшем времени перспектив в свержении Советской власти и безденежье вынуждают его вступить в Иностранный легион. С 11 июля 1925 г. является рядовым легионером 4-го эскадрона 1-го кавалерийского иностранного полка 6-й Лёгкой бронированной бригады в Сирии. Уже 15-17 сентября 1925 г. в составе сводного отряда (1000 легионеров) участвует в защите деревни Мессифр (фр. Messifré) южнее Дамаска от сирийских повстанцев (3-5 тысяч). В бою он проявил храбрость и самоотверженность: раненный в руку, принял командование над одним из подразделений эскадрона вместо убитого лейтенанта. В 1926-28 гг. принимал участие в защите французских транспортных колон в районе г. Дейр-эз-Зор (фр. Haute-Djezireh) в северо-восточной пустыни Сирии, где дослужился до командира 23-го эскадрона, состоявшего из чеченских горцев. За короткий срок он прошёл все сержантские звания легиона, и 11 января 1929 г. ему было присвоено звание лейтенанта. С февраля 1929 г. по ноябрь 1933 г. был штатным сотрудником особых поручений Иностранного легиона по Леванту и Северной Африке. 
С ноября 1933 г. проживает во Франции, где получил французское гражданство (1935). 
С началом Второй мировой войны поступает на военную службу во Французскую армию. После поражения Франции вместе со своим эскадроном 11 июля 1940 года переправляется в Тунис, где вскоре умер от болезни.

## Награды

### Русские
- Орден Святого Георгия 4-й степени (1919)
- Георгиевское оружие (18 июля 1915)
- Орден Святого Станислава 1-й степени
- Орден Святой Анны 2-й степени с мечами
- Орден Святого Владимира 4-й степени с мечами и бантом
- Орден Святого Станислава 2-й степени (1909)
- Орден Святой Анны 3-й степени с мечами и бантом (1907)
- Орден Святой Анны 4-й степени с надписью «За храбрость» (1906)
- Орден Святого Станислава 3-й степени

### Иностранные
- Орден Почётного легиона (кавалер, Франция)
- Воинская медаль (Франция)
- Военный крест иностранных театров военных действий с 2 пальмовыми ветвями (Франция)
- Орден «За выдающиеся заслуги» (Великобритания)
- Орден Льва и Солнца (Персия)
- Золотая Звезда Эмира Бухарского
- Орден Заслуг 3-й степени (Ливан)
- Орден «За воинские заслуги» 3-й степени (Сирия)
- Медаль Победы (Франция)
- Памятная Сирийско-Киликийская медаль с планкой «1925—1926» (Франция)